# Казьмерчук, Леонтий Аврамович
Лаврентий Аврамович Казьмерчук (1915, село Гуничи, теперь Овручского района Житомирской области — ?) — украинский советский партийный и государственный деятель , 1-й секретарь Житомирского городского комитета КПУ, секретарь Житомирского областного комитета КПУ, председатель Ровенского горисполкома.

## Биография
Член ВКП (б) с 1939 года.
С августа 1939 года — в Красной армии, участник Великой Отечественной войны . С июня по июль 1941 воевал на Южном фронте. С ноября 1943 служил заместителем по политической части командира 338-го истребительного противотанкового артиллерийского полка 9-й истребительной противотанковой артиллерийской бригады Резерва главного командования 3-го Украинского фронта.
На 1947—1948 годы — 1-й секретарь Овручского районного комитета КП (б) У Житомирской области.
К июню 1954 года — 1-й секретарь Коростенского городского комитета КПУ Житомирской области.
14 июня 1954—1956 годах — секретарь Житомирского областного комитета КПУ.
В 1956—1958 годах — 1-й секретарь Житомирского городского комитета КПУ.
В 1960—1963 годах — председатель исполнительного комитета Ровенского городского совета депутатов трудящихся.
С 1965 года — председатель исполнительного комитета Житомирского районного совета депутатов трудящихся Житомирской области.
Потом — на пенсии.

## Награды
- орден «Знак Почета» (23.01.1948)
- орден Красного Знамени (24.05.1944)
- орден Красной Звезды (6.06.1944)
- медали